# Президентские выборы в Казахстане (2015)
Внеочередные выборы президента Республики Казахстан (каз. Қазақстан Республикасы Президентінің кезектен тыс сайлауы) состоялись 26 апреля 2015 года согласно Указу президента № 1018 от 25 февраля 2015 года «О назначении внеочередных выборов президента Республики Казахстан». В качестве кандидатов на пост президента Казахстана были зарегистрированы: действующий президент страны Нурсултан Назарбаев (в последний раз), Тургун Сыздыков и Абельгази Кусаинов.
По предварительным итогам, согласно которым действующий президент Нурсултан Назарбаев набрал 97,7 % голосов избирателей, Тургун Сыздыков и Абельгази Кусаинов — 2,3 %.

## Назначение внеочередных выборов
14 февраля 2015 года состоялось заседание совета Ассамблеи народа Казахстана (АНК), на котором делегаты единогласно проголосовали за инициативу проведения досрочных президентских выборов. В обращении членов АНК к населению говорилось, что «президенту страны Нурсултану Назарбаеву необходимо дать новый мандат общенационального доверия для успешного прохождения страны в период глобальных испытаний», «на новом и трудном этапе мировых дисбалансов необходимо оказать доверие Елбасы Н. А. Назарбаеву, чтобы страна не сбилась со своего стратегического курса и продолжила свой путь по масштабной модернизации страны и продвижению в тридцатку наиболее сильных государств мира». Кроме того, члены АНК отметили, что в 2017 году наступают одновременно сроки проведения президентских и парламентских выборов и необходимо провести их в разное время.
16 февраля инициативу ассамблеи поддержала президентская партия «Нур Отан», а также парламентская фракция партии в парламенте, руководимая дочерью действующего президента Даригой Назарбаевой. 2 другие партии, имеющие депутатов в мажилисе — Демократическая партия Казахстана «Ак жол» и Коммунистическая народная партия Казахстана (КНПК) — также сразу поддержали идею внеочередных выборов, причём секретарь КНПК Айкын Конуров заявил о том, что партия будет выдвигать своего кандидата. Также о желании участвовать на выборах заявили кандидат в президенты на выборах 2011 года, эколог Мэлс Елеусизов и руководитель движения «Аттан — Казахстан» Амантай-кажи. Оппозиционная Общенациональная социал-демократическая партия сообщила, что партия примет решение об участии и имени кандидатов только после того, как президент озвучит решение о намерении досрочно сложить текущие полномочия и объявит выборы и партия соберёт съезд.
18 февраля депутаты мажилиса (нижней палаты парламента) всех трёх фракций политических партий и депутатской группы АНК единогласно поддержали инициативу совета АНК и приняли обращение к президенту с предложением назначить внеочередные выборы.
18 февраля Казахстанский альянс блогеров принял обращение отказаться от выборов и провести референдум о продлении полномочий президента до 2022 года с целью сэкономить деньги и «избежать серьёзных репутационных рисков».
19 февраля депутаты сената поддержали идею внеочередных выборов. При этом голосование проходило дважды. При первом голосовании 41 депутат проголосовал «за» и один «против». Однако после обсуждения ряда других вопросов повестки дня спикер сената Касым-Жомарт Токаев попросил депутатов переголосовать: «Что-то там мне не понравилось. Это техническое. Давайте переголосуем. Переголосуем. Это кто-то невнимательно очень проголосовал. Это просто для чистоты эксперимента, как говорится». По итогам, повторного голосования депутаты поддержали внеочередные выборы единогласно, голос «против» объяснили технической ошибкой. Также Касым-Жомарт Токаев обратился в конституционный совет с просьбой дать официальное толкование пункта конституции, в котором регламентируются вопросы назначения внеочередных выборов президента.
25 февраля Конституционный совет принял нормативное постановление о том, что нормы конституции «следует понимать таким образом, что Президент Республики Казахстан имеет исключительное право единолично назначать внеочередные президентские выборы. Конституция республики не предусматривает какие-либо условия и ограничения при принятии Главой государства решения о назначении внеочередных президентских выборов», «при принятии решения о назначении таких выборов подлежит учёту предусмотренное пунктом 3 статьи 41 Конституции Республики Казахстан правило о недопустимости совпадения по срокам выборов Президента Казахстана с выборами нового состава Парламента республики».
25 февраля президент страны Нурсултан Назарбаев подписал указ о назначении внеочередных выборов, назначив их на 26 апреля 2015 года. Об этом он сообщил в ходе прямого включения на телеканале «Хабар», отметив, что решение касательно своего участия на выборах он примет позже.

## Выдвижение и регистрация кандидатов

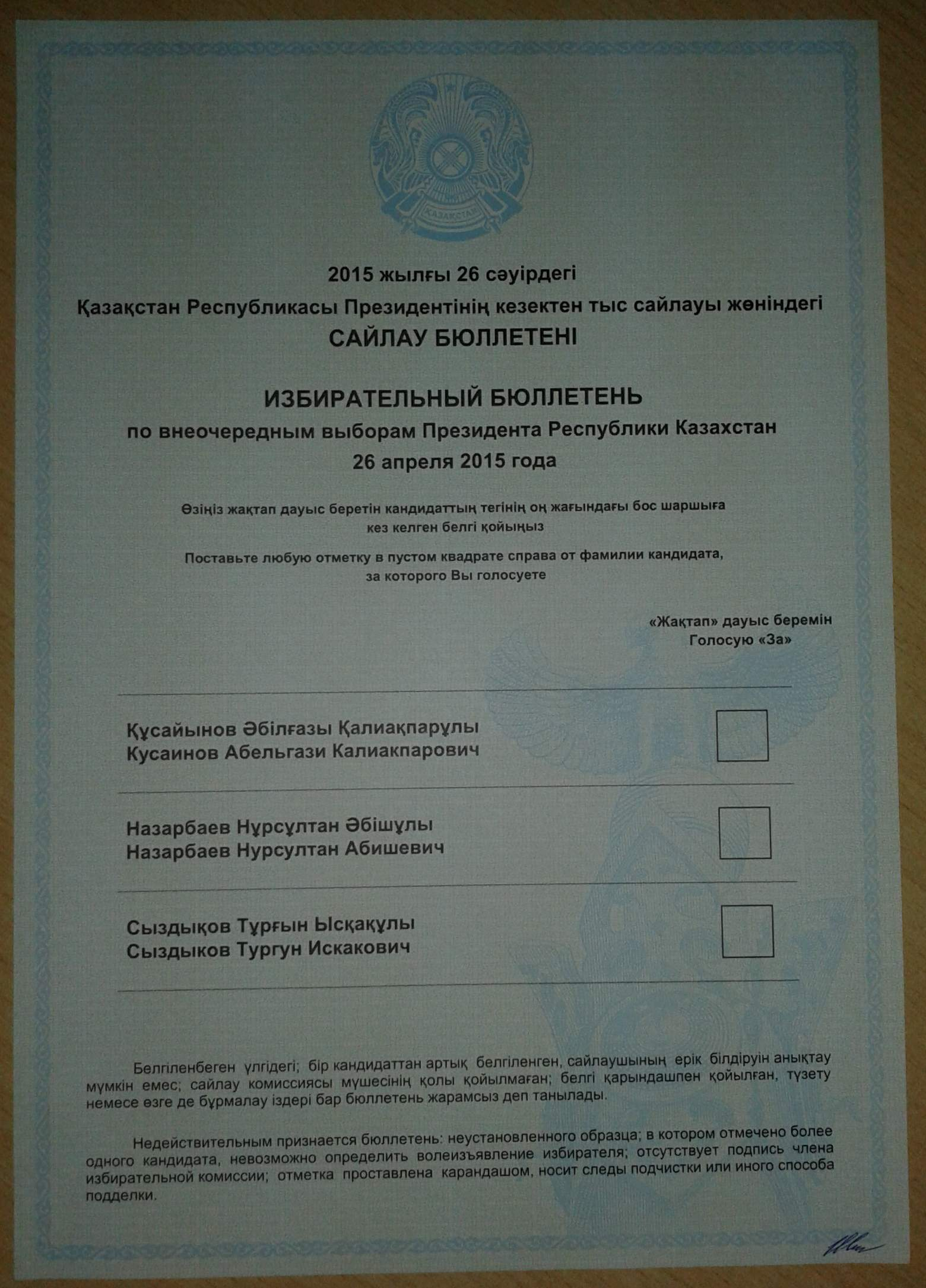
Избирательный бюллетень в Президентских выборах в Казахстане (2015)

2 марта заявление о выдвижении своей кандидатуры в порядке самовыдвижения в Центральную избирательную комиссию (ЦИК) представил Аскар Жорабаевич Сыргабаев, 3 марта также в порядке самовыдвижения выдвинули свои кандидатуры Сафиолла Калабаевич Алдажанов, Лимана Койшиева, Бахыт Тулегенович Абдукаримов, Сухраб Аминжанович Мырзашов.
4 марта состоялся съезд Коммунистической народной партии Казахстана, на котором единогласно кандидатом от партии избрали Тургуна Искаковича Сыздыкова. Сыздыков родился в 1947 году, в 1974 году окончил Высшую комсомольскую школу в Москве, окончил Целиноградский сельскохозяйственный институт, был главой администрации Ленинградского района, работал в госорганах в Северо-Казахстанской и Акмолинской областях. В последнее время работал заведующим отделом областного маслихата.
6 марта Лимана Койшиева стала первым из претендентов, успешно сдавшим экзамен по государственному языку, 10 марта экзамен сдал Тургун Сыздыков.
11 марта в Астане прошёл XVI съезд партии «Нур Отан». Партийцы единогласно выдвинули в качестве кандидата действующего президента страны Нурсултана Назарбаева. В тот же день Назарбаев успешно сдал экзамен на знание казахского языка.
12 марта свою позицию по внеочередным президентским выборам огласила Демократическая партия Казахстана «Ак жол»: на XII Съезде партия по итогам голосования делегатов постановила поддержать выдвижение Нурсултана Назарбаева кандидатом в президенты.
15 марта ЦИК РК принял решение зарегистрировать Нурсултана Назарбаева кандидатом в Президенты республики.
16 марта кандидат в президенты Мурат Телибеков отказался сдавать экзамен по государственному языку.
17 марта Мэлс Елеусизов отказался участвовать в выборах из-за отсутствия средств.
18 марта Канат Есжанов снял свою кандидатуру после отказа сдавать экзамен на свободное владение государственным языком.

## Результаты голосования
| Кандидаты               | Кандидаты               | Партия                                      | Voix      | %     |
| ----------------------- | ----------------------- | ------------------------------------------- | --------- | ----- |
|                         | Нурсултан Назарбаев     | Нур Отан                                    | 8 833 250 | 97,75 |
|                         | Тургун Сыздыков         | Коммунистическая народная партия Казахстана | 145 756   | 1,61  |
|                         | Абельгази Кусаинов      | независимый                                 | 57 518    | 0,64  |
|                         |                         |                                             |           |       |
| Действительных          | Действительных          | Действительных                              | 9 090 920 | 98,36 |
| Недействительных        | Недействительных        | Недействительных                            | 152 016   | 1,64  |
| Всего                   | Всего                   | Всего                                       | 9 242 936 | 100   |
| Зарегистрировано / явка | Зарегистрировано / явка | Зарегистрировано / явка                     | 9 547 864 | 96,81 |

## Оценки наблюдателей
Миссия наблюдателей ОБСЕ в своём докладе отметила, что в связи с отсутствием реальной оппозиции избиратели не имели возможности выбора политической альтернативы правящей партии, а свобода слова и деятельность СМИ была ограничена. Многие члены и практически все председатели избирательных комиссий оказались связанными с партией «Нур Отан».